# Pougnadoresse
Pougnadoresse là một xã trong vùng Occitanie. Xã Pougnadoresse nằm ở khu vực có độ cao trung bình 221 mét trên mực nước biển.